# Маріна Руеда
Маріна Руеда Флорес (ісп. Marina Rueda Flores; нар. 13 лютого 1993, Кармона, Андалусія) — іспанська борчиня вільного стилю, бронзова призерка Середземноморського чемпіонату, бронзова призерка Середземноморських ігор.

## Життєпис
Багаторазова чемпіонка Андалусії та Іспанії, володарка Кубку Іспанії.
Вивчала в Мадриді науку про фізичну активність і спорт.
Після багатьох років тренувань і змагань у 2022 Маріна переїхала на сезон до Сполучених Штатів, щоб захистити докторську дисертацію, просунути свою професійну кар'єру спортсмена та спробувати досягти своєї мети — потрапити на Олімпійські ігри.

## Спортивні результати на міжнародних змаганнях

### Виступи на Чемпіонатах світу
| Змагання                        | Збірна  | Вагова категорія          | Місце |
| ------------------------------- | ------- | ------------------------- | ----- |
| Чемпіонат світу з боротьби 2022 | Іспанія | жіноча боротьба, до 53 кг | 10    |

### Виступи на Чемпіонатах Європи
| Змагання                         | Збірна  | Вагова категорія          | Місце |
| -------------------------------- | ------- | ------------------------- | ----- |
| Чемпіонат Європи з боротьби 2018 | Іспанія | жіноча боротьба, до 53 кг | 13    |
| Чемпіонат Європи з боротьби 2019 | Іспанія | жіноча боротьба, до 53 кг | 11    |
| Чемпіонат Європи з боротьби 2020 | Іспанія | жіноча боротьба, до 53 кг | 12    |
| Чемпіонат Європи з боротьби 2022 | Іспанія | жіноча боротьба, до 53 кг | 10    |
| Чемпіонат Європи з боротьби 2023 | Іспанія | жіноча боротьба, до 53 кг | 9     |

### Виступи на Європейських іграх
| Змагання              | Збірна  | Вагова категорія          | Місце |
| --------------------- | ------- | ------------------------- | ----- |
| Європейські ігри 2019 | Іспанія | жіноча боротьба, до 53 кг | 16    |

### Виступи на Кубках світу
| Змагання                    | Збірна  | Вагова категорія          | Місце |
| --------------------------- | ------- | ------------------------- | ----- |
| Кубок світу з боротьби 2020 | Іспанія | жіноча боротьба, до 53 кг | 11    |

### Виступи на Середземноморських чемпіонатах
| Змагання                                     | Збірна  | Вагова категорія          | Місце  |
| -------------------------------------------- | ------- | ------------------------- | ------ |
| Середземноморський чемпіонат з боротьби 2015 | Іспанія | жіноча боротьба, до 53 кг | Бронза |

### Виступи на Середземноморських іграх
| Змагання                    | Збірна  | Вагова категорія          | Місце  |
| --------------------------- | ------- | ------------------------- | ------ |
| Середземноморські ігри 2018 | Іспанія | жіноча боротьба, до 53 кг | 5      |
| Середземноморські ігри 2022 | Іспанія | жіноча боротьба, до 53 кг | Бронза |

### Виступи на інших змаганнях
| Змагання                                                       | Збірна  | Вагова категорія          | Місце  |
| -------------------------------------------------------------- | ------- | ------------------------- | ------ |
| Гран-прі Іспанії з боротьби 2012                               | Іспанія | жіноча боротьба, до 55 кг | 5      |
| Гран-прі Іспанії з боротьби 2013                               | Іспанія | жіноча боротьба, до 55 кг | 14     |
| Гран-прі Німеччини з боротьби 2014                             | Іспанія | жіноча боротьба, до 53 кг | 19     |
| Гран-прі Іспанії з боротьби 2014                               | Іспанія | жіноча боротьба, до 53 кг | 5      |
| Відкритий чемпіонат Польщі з боротьби 2014                     | Іспанія | жіноча боротьба, до 53 кг | 13     |
| Henri Deglane Challenge 2014                                   | Іспанія | жіноча боротьба, до 53 кг | Срібло |
| Гран-прі Іспанії з боротьби 2015                               | Іспанія | жіноча боротьба, до 53 кг | 9      |
| Відкритий чемпіонат Польщі з боротьби 2015                     | Іспанія | жіноча боротьба, до 53 кг | 20     |
| Henri Deglane Challenge 2015                                   | Іспанія | жіноча боротьба, до 53 кг | 5      |
| Henri Deglane Challenge 2016                                   | Іспанія | жіноча боротьба, до 58 кг | Бронза |
| Klippan Lady Open 2017                                         | Іспанія | жіноча боротьба, до 53 кг | 15     |
| Henri Deglane Challenge 2017                                   | Іспанія | жіноча боротьба, до 53 кг | Срібло |
| Турнір Дана Колова — Николи Петрова 2018                       | Іспанія | жіноча боротьба, до 53 кг | 5      |
| Турнір міста Сассарі з боротьби 2018                           | Іспанія | жіноча боротьба, до 53 кг | Бронза |
| Гран-прі Іспанії з боротьби 2018                               | Іспанія | жіноча боротьба, до 53 кг | 8      |
| Henri Deglane Challenge 2018                                   | Іспанія | команда                   | Бронза |
| Henri Deglane Challenge 2019                                   | Іспанія | жіноча боротьба, до 53 кг | 4      |
| Гран-прі Німеччини з боротьби 2019                             | Іспанія | жіноча боротьба, до 53 кг | Бронза |
| Турнір міста Сассарі з боротьби 2019                           | Іспанія | жіноча боротьба, до 53 кг | 10     |
| Гран-прі Іспанії з боротьби 2019                               | Іспанія | жіноча боротьба, до 53 кг | 7      |
| Меморіал Маттео Пелліконе 2020                                 | Іспанія | жіноча боротьба, до 53 кг | 15     |
| Flatz Open 2020                                                | Іспанія | жіноча боротьба, до 53 кг | Срібло |
| Гран-прі Франції Анрі Деглана 2021                             | Іспанія | жіноча боротьба, до 53 кг | Бронза |
| Київський Міжнародний турнір з боротьби 2021                   | Іспанія | жіноча боротьба, до 53 кг | 15     |
| Олімпійський кваліфікаційний турнір з боротьби 2020 (Будапешт) | Іспанія | жіноча боротьба, до 53 кг | 12     |
| Олімпійський кваліфікаційний турнір з боротьби 2020 (Софія)    | Іспанія | жіноча боротьба, до 53 кг | 19     |
| Турнір Дана Колова — Николи Петрова 2022                       | Іспанія | жіноча боротьба, до 57 кг | 8      |
| Турнір міста Сассарі з боротьби 2022                           | Іспанія | жіноча боротьба, до 53 кг | Бронза |
| Гран-прі Іспанії з боротьби 2022                               | Іспанія | жіноча боротьба, до 55 кг | 5      |
| Відкритий чемпіонат Загреба з боротьби 2023                    | Іспанія | жіноча боротьба, до 53 кг | 24     |
| Турнір Ібрагіма Мустафи 2023                                   | Іспанія | жіноча боротьба, до 53 кг | 18     |
| Турнір міста Сассарі з боротьби 2023                           | Іспанія | жіноча боротьба, до 57 кг | Золото |

### Виступи на змаганнях молодших вікових груп
| Змагання                                       | Збірна  | Вагова категорія          | Місце |
| ---------------------------------------------- | ------- | ------------------------- | ----- |
| Чемпіонат Європи з боротьби серед кадетів 2009 | Іспанія | жіноча боротьба, до 52 кг | 12    |
| Чемпіонат Європи з боротьби серед кадетів 2010 | Іспанія | жіноча боротьба, до 52 кг | 16    |
| Чемпіонат Європи з боротьби серед молоді 2015  | Іспанія | жіноча боротьба, до 53 кг | 11    |